# Gaetano Gaeta
Gaetano Gaeta (Bari, 21 giugno 1933) è un ex calciatore italiano, di ruolo attaccante.

## Carriera
Parte dal Bari, nella stagione 1952-1953, la prima giocata dai biancorossi in IV Serie, dove totalizza 6 presenze e due goal. Non scende mai in campo nella stagione successiva (in cui i baresi vincono il campionato di IV Serie e tornano dopo due anni in Serie C). Dopo aver giocato anche nel Crotone, in IV Serie, debutta in Serie B nella stagione 1955-1956 nel Modena, giocando tre campionati cadetti per un totale di 75 presenze e 26 reti.
La sua carriera calcistica prosegue negli anni successivi fino al 1964 sui campi della Serie C con le maglie di Fedit Roma, Tevere Roma, Salernitana e Barletta.

## Palmarès

### Club

#### Competizioni nazionali
- Scudetto Dilettanti: 1

Bari: 1953-1954